# Hitrostno drsanje na kratke proge na Zimskih olimpijskih igrah 2010 - ženska štafeta na 3000 metrov
Hitrostno drsanje na kratke proge na Zimskih olimpijskih igrah 2010 - ženska štafeta na 3000 metrov, tekmovanje je potekalo 24. februarja 2010.

## Rezultati

### Polfinale
| Poz | Tekma | Drsalke      | Država                                                        | Čas      |
| --- | ----- | ------------ | ------------------------------------------------------------- | -------- |
| 1   | 1     | Južna Koreja | Čo Ha-Ri Kim Min-Džung Le Eun-Bjul Park Seung-Hi              | 4:10,753 |
| 2   | 1     | ZDA          | Kimberly Derrick Alyson Dudek Lana Gehring Katherine Reutter  | 4:15,376 |
| 3   | 1     | Nizozemska   | Liesbeth Mau Asam Jorien ter Mors Annita van Doorn Maaike Vos | 4:16,520 |
| 4   | 1     | Italija      | Arianna Fontana Cecilia Maffei Martina Valcepina Katia Zini   | 4:23,950 |
| 1   | 2     | Kitajska     | Sun Linlin Vang Meng Žang Hui Zhou Yang                       | 4:08,797 |
| 2   | 2     | Kanada       | Jessica Gregg Kalyna Roberge Marianne St-Gelais Tania Vicent  | 4:11,476 |
| 3   | 2     | Japonska     | Ajuko Ito Mika Ozava Jui Sakai Biba Sakurai                   | 4:13,752 |
| 4   | 2     | Madžarska    | Rózsa Darázs Bernadett Heidum Erika Huszár Andrea Keszler     | 4:17,487 |

### Finale

#### Finale A
| Poz | Drsalke      | Država                                                       | Čas      |
| --- | ------------ | ------------------------------------------------------------ | -------- |
| 1   | Kitajska     | Sun Linlin Vang Meng Žang Hui Džu Jang                       | 4:06,610 |
| 2   | Kanada       | Jessica Gregg Kalyna Roberge Marianne St-Gelais Tania Vicent | 4:09,137 |
| 3   | ZDA          | Allison Baver Alyson Dudek Lana Gehring Katherine Reutter    | 4:14,081 |
| 4   | Južna Koreja | Čo Ha-Ri Kim Min-Džung Le Eun-Bjul Park Seung-Hi             | DSQ      |

#### Finale B
| Poz | Drsalke    | Država                                                        | Čas      |
| --- | ---------- | ------------------------------------------------------------- | -------- |
| 4   | Nizozemska | Sanne van Kerkhof Jorien ter Mors Annita van Doorn Maaike Vos | 4:16,120 |
| 5   | Madžarska  | Rózsa Darázs Bernadett Heidum Erika Huszár Andrea Keszler     | 4:17,937 |
| 6   | Italija    | Lucia Peretti Cecilia Maffei Martina Valcepina Katia Zini     | 4:18,559 |
| 7   | Japonska   | Ajuko Ito Mika Ozava Jui Sakai Biba Sakurai                   | 4:28,745 |